# NGC 7662
NGC 7662 (również Niebieska Kula Śnieżna, Błękitna Śnieżka) – mgławica planetarna znajdująca się w konstelacji Andromedy. Jest jedną z najłatwiejszych do identyfikacji mgławic planetarnych, którą można zobaczyć nawet małym teleskopem – wygląda jak niebieski dysk. Przy stukrotnym powiększeniu można dostrzec nieco eliptyczny kształt. Jej struktura uwidacznia się tylko na zdjęciach CCD. Została odkryta 6 października 1784 roku przez Williama Herschela. Odległość tej mgławicy od Ziemi jest nieznana – według Skalnate Pleso Catalogue (1951) NGC 7662 znajduje się około 1800 lat świetlnych od Ziemi. W późniejszym badaniu jaśniejszych mgławic planetarnych C. Robert O’Dell (1963) ustalił, że mgławica ta jest położona 1740 parseków lub 5600 lat świetlnych od nas. To również oznacza, że jej rozmiar jest większy – 0,8 roku świetlnego.